# Megacanthaspis langtangana
Megacanthaspis langtangana är en insektsart som beskrevs av Sadao Takagi 1981. Megacanthaspis langtangana ingår i släktet Megacanthaspis och familjen pansarsköldlöss.
Artens utbredningsområde är Nepal. Inga underarter finns listade i Catalogue of Life.